# یی سانگ هوا
یی سانگ هوا (کره‌ای: 이상화) و همچنین لی سانگ هوا (۱۹۰۱–۱۹۴۳) یک شاعر وطن‌پرست کره ای بود که در دوره مقاومت در برابر اشغالگری حکومت ژاپن فعال بود.

## زندگی
یی سانگ هوا که گاهی آثار خود را با نام‌های مستعار موریانگ، سانگوا و باگا منتشر می‌کرد، در ۵ آوریل ۱۹۰۱ در دایگو متولد شد. او از دبیرستان جونگدونگ در سئول فارغ‌التحصیل شد. سپس به ژاپن رفت و در آنجا ادبیات فرانسه خواند. در سال ۱۹۲۳ به کره بازگشت و در دبیرستان دائگو به تدریس زبان انگلیسی و فرانسه پرداخت.
به گفته چو چونگ دائه، شهرت او به عنوان یک شاعر جوان خوش آتیه پس از سرودن شعری با عنوان "بهار به این سرزمین‌های برهنه می‌آید؟" بیشتر شد.
در سال ۱۹۲۶، که در نسخه ۷۰ مجله کائه بیوک منتشر شد، که مطالب آن منجر به تعلیق مجله شد. یی به عنوان معلم برای مدرسه کیونام (در حال حاضر دبیرستان دائه یون) و به عنوان مدیر دائه گو چوسون ایلبو کار می‌کرد.
یی در ۱ مارس ۱۹۱۹ در جنبش استقلال سامیل در دئگو شرکت کرد که به دنبال بازگرداندن حاکمیت کره بود. در سال ۱۹۲۱، یی که مایل به تحصیل در فرانسه بود، برای تحصیل زبان و ادبیات فرانسه به ژاپن رفت، اما پس از زلزله بزرگ کانتو در سال ۱۹۲۳ به کره بازگشت.
در اوایل دهه بیست به همراه هونگ سایونگ، پارک جونگهوا، پارک یئونگهوی، کیم گیجین و دیگران به گروه جزر و مد سفید (باکجو) پیوست و با انتشار شعرهای «لذت عصر فاسد» (مالسه اوی هویتان)، «مرگ دوگانه» (ایجونگوی سامانگ) و «به سوی اتاق خواب من» (نائوی چیمسیلو) در مجله مشعل (جئووا) کار خود را در شعر آغاز کرد.
این شاعر به همراه کیم گیجین و دیگران گروه مطالعات ادبیات پاسکیولا (PASKYULA) را ایجاد کرد و در اوت ۱۹۲۵ به فدراسیون پرولتاریای هنرمندان کره (KAPF) کمک کرد.
سال بعد، او سردبیر مجله KAPF Literary Arts Movement شد. در سال ۱۹۳۷ او برای دیدن برادر بزرگترش ژنرال لی سانگجونگ به مانگ یونگ رفت، اما پس از بازگشت به کره توسط ژاپنی‌ها دستگیر شد و به مدت چهار ماه زندانی شد.
پس از آزادی، مدتی در مدرسه گیونام در دایگو تدریس کرد و سپس خود را وقف خواندن و مطالعه کرد تا ترجمه انگلیسی داستان چونهیانگ (چونهیانگئون) را تولید کند.
یی در ۲۵ آوریل ۱۹۴۳ بر اثر سرطان درگذشت.

## آثار
مؤسسه ترجمه ادبیات کره، آثار شعری یی را به شرح زیر خلاصه می‌کند:
شعر شاعرانه لی سانگوا به خوبی می‌تواند نمونه ای از یکی از متمایزترین ابداعات در سبک ادبیات کره باشد. به عنوان عضوی از حلقه ادبی جزر و مد سفید (باکجو) که از مکتب رمانتیسم تشکیل شده بود، اشعار اولیه لی شامل عناصر سنگین نثر بود و دنیایی از حساسیت‌ها و خودشیفتگی منحط را به تصویر می‌کشید. به عنوان مثال، در اولین شعر خود، «به سوی اتاق خواب من»، شاعر برای رسیدن به عشق واقعی به خودکشی و در شعری دیگر، یک زندگی پر از احساس، کاملاً جدا از واقعیت، به عنوان مطلوب‌ترین هدف ممکن می‌اندیشد.
اما در سال ۱۹۲۵، به دلیل نگرانی فزاینده ای که واقعیت امپریالیسم ژاپن در کره بود، لی یک گسست ناگهانی و قاطع از این جهان شاعرانه ایجاد کرد. لی با فرض هویت یک شاعر وطن‌پرست، شروع به سرودن اشعار سرکشی و مقاومت در برابر حکومت استعماری کرد. از آنجایی که محدودیت‌های زمانه به گونه‌ای بود که او احساس می‌کرد که نمی‌تواند ناامیدی‌های سیاسی خود را بخ طور مستقیم بیان کند، دیدگاه‌های او تمایل دارد خود را در نمادهای طبیعت مانند بیان زیبایی‌های طبیعی میهن و به تصویر کشیدن وضعیت اسفبار مهاجران کره‌ای به منچوری نشان دهد که توسط ستمگران از همه چیز محروم شده‌اند. مجموعه شعرهای این دوره متأخر که شامل "بهار به این دشت‌های دزدیده می‌آید؟" روح مقاومت لی را دقیقاً به این شکل آشکار می‌کند.

## میراث
در سال ۱۹۴۸ یک بنای یادبود به یاد این شاعر در پارک دالسونگ دایگو برپا شد و اشعار منتخب او در سال ۱۹۵۱ منتشر شد. خانه فراموش شده یی در سال ۲۰۰۵ با یادگاری‌هایی مربوط به شاعر و مقاومت باز سازی و افتتاح شد.